# François Campion
François Campion (Rouen 1686 – París 1747), (o pseudònim M. L'abbé Carbasus) va ser un guitarrista, tiorbista, llaütista, compositor barroc francès i teòric francès.

## Biografia
François Campion és considerat generalment el guitarrista barroc francès més important després de Robert de Visée.
Va succeir a Maltot com a guitarrista i tiorbista a l'orquestra de la Reial Acadèmia de Música de 1703 o 1704 a 1719. Maltot li va transmetre la regla de l'octava que més tard va gravar en el seu Tractat d'acompanyament (1716). Després va rebre el títol de Mestre de guitarra i turba a la Reial Acadèmia de Música del rei Lluís XIV (es creu que es va beneficiar de la protecció del duc de Noailles).
Utilitzava tabulatures, molt habituals en aquella època, per escriure les seves peces per a guitarra. Utilitza 8 acords. Les seves composicions es consideren clares i riques en modulacions i desenvolupament de la interpretació de l'instrument.
La moda de chanson à boire{nota, 1} el va animar a compondre dues col·leccions d'èxit.
El 1731, va obtenir el permís per viatjar a Anglaterra durant 6 mesos, que alguns historiadors interpreten com un signe de possible afiliació a Thomas Campian. El 21 de gener de 1734 va imprimir les Avantures Pastorales Meslees de Chansons així com altres obres musicals, com ara un Tractat de composició i acompanyament per la regla de l'octava.
Campion va morir a París el 21 d'octubre de 1747. Un inventari pòstum de la seva propietat, datat el 12 de febrer de 1748, enumera una espineta, dotze teorbes, quatre llaüts i catorze guitarres. Tots van ser venuts el 19 de febrer de 1748 i el 17 d'abril de 1748. Un exemplar de les Nouvelles Découvertes sur la Guitare, augmentat amb peces manuscrites, va ser lliurat a la Biblioteca Reial pel seu nebot.

## Obres
Va publicar nombroses obres, entre elles:
- Nouvelles Découvertes sur la Guitare (París, 1705).
- Traité d'Accompagnement pour le Théorbe (París, 1710)
- Traité d'accompagnement et de composition selon la règle des octaves de musique (Paris, G. Adam, 1716; ré-Ed. Genève, Minkoff 1976) - préfacée d'une Lettre du Sieur Campion à un Philosophe Disciple de la Règle de l'Octave (París, G. Adam, 1716; re-Ed. Ginebra: Minkoff, 1976) - on apareixen les primeres fugas compostes per a guitarra, més tard augmentades per l'Addition au traité d'accompagnement par la règle d'octave (París, 1730; rééd. en fac-similé : Ginebra, Minkoff, 1976).
- Avantures Pastorales de Campion (París, 1719)[2]
- Avantures Pastorales Meslees de Chansons (París, 1734)

### Peces per a guitarra[3]
Va compondre nombroses peces, sonatines, fugues, danses, molt innovadores i de gran riquesa polifònica.
Le livre Nouvelles Découvertes sur la Guitare (45 p.) inclou diversos suites amb vuit maneres diferents d'afinació, o 70 peces en total.
Però la còpia donada al Bibliothèque Royale en 1748 del seu nebot conté nombroses peces manuscrites que eleva el nombre de "peces" a 126.

### Pamflet
- Lettre de Monsieur l'abbé Carbasus à Monsieur D°°° autor de "Temple du goust" sobre la moda dels instruments musicals (sota el pseudònim París, 1739)[2] · [5]

## Discografia
- François Campion, a portrait - Éric Bellocq, guitarra barroca (2003, Frame)